# Fabio Caracciolo
Fabio Caracciolo (Genk, 6 oktober 1984) is een voormalig Belgische profvoetballer. Hij is al jarenlang amateurvoetballer en speelt als aanvaller bij SP Calcio Genk.

## Carrière
Hij maakte zijn debuut in het betaalde voetbal voor MVV in 2001, en bleef bij de Limburgse club tot begin 2007. Na een half jaar bij het Belgische KVSK United te hebben gespeeld, tekende Caracciolo in de zomer van 2007 een tweejarig contract bij FC Eindhoven. Daar maakte hij indruk met 17 goals in 36 wedstrijden in het daaropvolgende seizoen, en wekte daarmee de belangstelling van ADO Den Haag. FC Eindhoven trachtte de aanvaller te behouden middels een verbeterd contract, maar Caracciolo ging daar niet op in. De clubs werden het uiteindelijk met elkaar eens over de transfersom, en zodoende speelt de spits met ingang van het seizoen 2008/09 voor de club uit de Hofstad. Vanaf seizoen 2009/2010 speelde hij op huurbasis voor FC Den Bosch.
In het seizoen 2010/2011 kwam hij uit voor Fortuna Sittard. Ondanks dat Fabio geen goed seizoen draaide en slechts 11 maal het doel wist te vinden voor Fortuna Sittard, wist deze ploeg zich op de laatste speeldag toch veilig te spelen van degradatie.
Op vrijdag 17 juni 2011 werd bekend dat Caracciolo Fortuna Sittard per direct zou verlaten en een contract zou tekenen bij de Waalse club RCS Visé in België. Vanaf 5 januari 2012 speelde hij op huurbasis een half jaar voor zijn oude club MVV Maastricht. Hij vervolgde zijn loopbaan vanaf de zomer van 2012 bij Witgoor Sport. De spits ondertekende een tweejarig contract bij de club uit de Belgische vierde klasse. Hij speelde achtereenvolgens nog op amateurniveau in België en Nederland, bij Spouwen-Moper, EHC Hoensbroek, Calcio Genk, HIHHoepertingen en opnieuw Calcio Genk.

## Clubstatistieken
| Seizoen | Club             | Land      | Competitie     | Duels | Goals |
| ------- | ---------------- | --------- | -------------- | ----- | ----- |
| 2001/02 | MVV              | Nederland | Eerste divisie | 2     | 0     |
| 2002/03 | MVV              | Nederland | Eerste divisie | 6     | 0     |
| 2003/04 | MVV              | Nederland | Eerste divisie | 33    | 11    |
| 2004/05 | MVV              | Nederland | Eerste divisie | 30    | 7     |
| 2005/06 | MVV              | Nederland | Eerste divisie | 37    | 5     |
| 2006/07 | MVV              | Nederland | Eerste divisie | 17    | 2     |
| 2006/07 | KVSK United      | België    | Tweede klasse  | 11    | 1     |
| 2007/08 | FC Eindhoven     | Nederland | Eerste divisie | 36    | 17    |
| 2008/09 | FC Eindhoven     | Nederland | Eerste divisie | 2     | 3     |
| 2008/09 | ADO Den Haag     | Nederland | Eredivisie     | 13    | 1     |
| 2009/10 | FC Den Bosch     | Nederland | Eerste divisie | 35    | 19    |
| 2010/11 | Fortuna Sittard  | Nederland | Eerste divisie | 32    | 11    |
| 2011/12 | CS Visé          | België    | Tweede klasse  | 12    | 1     |
| 2011/12 | → MVV Maastricht | Nederland | Eerste divisie | 15    | 4     |
| Totaal  | Totaal           | Totaal    | Totaal         | 281   | 82    |